# Vissone
Vissone is een plaats (frazione) in de Italiaanse gemeente Pian Camuno.